# Colotis pleione
Colotis pleione is een vlindersoort uit de familie van de Pieridae (witjes), onderfamilie Pierinae.
Colotis pleione werd in 1829 beschreven door Klug.